# Apalais
Les Apalaïs ou Apalais forment un peuples amérindiens vivant principalement au Brésil, dans les États d'Amapá et de Pará et à moindre mesure en Guyane, dans le village d’Antecume Pata
et au Suriname. Il s’agit d’agriculteurs sédentaires sur brûlis, nécessitant des déplacements périodiques au fur et à mesure de l'épuisement des sols, mais aussi des chasseurs et des cueilleurs. Ils parlent une langue caribe, l’Apalai.

## Étymologie
La tribu s’appelle Aparai ou Apalai. Ils sont aussi connu sous les appellations Appirois, Aparathy, Apareilles, Apalaii, Aparis and Apalaís.

## Langue et culture
Les Apalais sont pour la plupart des polyglottes, et beaucoup parlent l’apalai, le wayana, le portugais et le tiriyó, ainsi que le wayãpi, la aluku et le créole guyanais. La langue apalai fait partie des langues caribes.

## Territoires
En 1993, ils étaient au nombre de 450, et en 2014, il y a 564 personnes Apalai. Ils vivent généralement avec les Wayanas. Le groupe principal vit le long de la Rio Pará Est au Brésil dans le Parc national des montagnes du Tumucumaque et la Terre Indigène Paru Est. Un petit groupe vit le long du fleuve Maroni en Guyane. Un groupe encore plus petit vit le long de la rivière Tapanahoni au Suriname.
La plupart des colonies sont petites, à l'exception de Aldeia Bona qui a été fondée par la FUNAI pour concentrer la population des Apalaí et des Wayana. Il y a 18 colonies.
- Aldeia Bona, Pará[5]
- Antecume Pata, Guyane française[3]
- Missão Tiriyó, Pará[6]
- Paloemeu, Suriname[1]
- Suisimënë, Pará[6]
- Twenkë, Guyane[1]